# Leo Gordon
Leo Gordon (właśc. Leo Vincent Gordon, ur. 2 grudnia 1922, zm. 26 grudnia 2000) – amerykański aktor filmowy i telewizyjny oraz scenarzysta i pisarz. Był aktorem charakterystycznym, obsadzanym najczęściej w rolach szwarccharakterów.

## Życiorys
Leo Gordon urodził się w Nowym Jorku w ubogiej rodzinie. Podczas wielkiego kryzysu zmuszony był porzucić szkołę podstawową i rozpocząć pracę na budowie jako robotnik. Następnie uczestniczył w Civilian Conservation Corps w ramach programu Nowego Ładu Roosvelta. Po przystąpieniu Stanów Zjednoczonych do wojny, przez dwa lata służył jako ochotnik w armii. Niedługo potem został skazany na pięć lat więzienia za napad z bronią w ręku. Wyrok odbywał w San Quentin, gdzie miał okazję uzupełniać edukację. Po opuszczeniu więzienia, dzięki specjalnej ustawie Kongresu G.I. Bill, umożliwiającej weteranom wojennym zdobycie wykształcenia, miał możliwość studiować aktorstwo na American Academy of Dramatic Arts. Był na roku razem z Grace Kelly i Anne Bancroft, a jego wykładowcą był m.in. Jason Robards.
W filmie zadebiutował w 1953 roku rolą sierżanta Hanka Janowicza w obrazie Dona Siegela pt. China Venture. Od tamtej pory pojawiał się w produkcjach filmowych i telewizyjnych niemal nieprzerwanie aż do połowy lat 90. Ze względu na warunki fizyczne – wysoki wzrost (188 cm), ostre rysy twarzy i niski ton głosu – najczęściej obsadzany był w rolach "czarnych charakterów". Zdarzyły mu się jednak również sympatyczne role, takie jak choćby w westernie Black Patch z 1957, którego był scenarzystą lub w dramacie Rogera Cormana o prawach obywatelskich pt. The Intruder z 1962. W tym samym roku w którym miał miejsce jego debiut filmowy, zaczął pojawiać się na "szklanym ekranie". Po raz pierwszy miało to miejsce na planie serialu My Hero. I to właśnie telewizja przez całą jego drogę aktorską była, oprócz udanej kariery kinowej, polem jego głównej działalności artystycznej.
Podczas swojej ponad 45-letniej kariery filmowej zagrał w ponad 120 serialach i filmach telewizyjnych oraz blisko 60 filmach kinowych. Najczęściej były to role epizodyczne, w zupełnie zapomnianych już produkcjach, jednak niejednokrotnie przyszło mu grywać u boku gwiazd światowego kina w filmach wybitnych reżyserów.
Jego domeną przez długie lata był western.
Gordon był również płodnym autorem scenariuszy filmowych i powieściopisarzem (często pisał na planie filmowym, podczas przerw). Na tym polu występował najczęściej pod nazwiskiem Leo V. Gordon. Był autorem kilkudziesięciu scenariuszy do filmów i popularnych w latach 60. seriali TV, m.in. Tobruk z 1967 lub: Bonanza, Cheyenne, Moverick lub Adam-12.
Zmarł w wieku 78 lat we śnie w swoim domu w Sunland w Kalifornii. Przyczyną śmierci była niewydolność oddechowa i przewlekła obturacyjna choroba płuc. Został pochowany na cmentarzu Hollywood Forever w Santa Monica.

## Filmografia
- 1953 Strzały w Arizonie – Tom "Jess" Burgess
- 1953 Hondo – Ed Lowe
- 1954 Egipcjanin Sinuhe – epizod (nie wymieniony w napisach)
- 1955 Żołnierz fortuny – Wielki Matt
- 1956 Zdobywca – wódz Tatarów
- 1956 Człowiek, który wiedział za dużo – szofer
- 1956-74 Strzały w Dodge City – epizody
- 1957 Człowiek w cieniu – Chet Huneker
- 1958 Terytorium Apaczów – Zimmerman
- 1959–68 Bonanza – epizody
- 1960 Nietykalni – epizody
- 1963 Kruk – Grimes (głos, nie wymieniony w napisach)
- 1963 Nawiedzony pałac – Edgar Weeden/Ezra Weeden
- 1963 McLintock! – Jones
- 1963 Królowie słońca – Hunac Ceel
- 1965 Trefna broń – Morrison
- 1967 Masakra w dniu świętego Walentego – Heitler
- 1967 Tobruk – sierż. Krug
- 1970 Najemnicy – Bolek
- 1973 Nazywam się Nobody – Red
- 1979 Domek na prerii – Milo Stavroupolis
- 1979 Diukowie Hazzardu – Devere/Rocyky Marlowe
- 1983 Wichry wojny – gen. Anderson
- 1983 Ogień i lód – Jarol
- 1983 Wichry wojny – gen. Anderson
- 1987 Magnum – epizod
- 1990 Szef mafii – Don O’Reily
- 1994 Maverick – pokerzysta
- 1994 Młody Indiana Jones: Kaprysy Hollywood – Wyatt Earp

i in.

## Życie prywatne
W czasie studiów poznał swoja przyszłą żonę – Lynn Cartwright (1927-2004), również aktorkę, córkę kongresmena. Przez następne pięćdziesiąt lat, aż do jego śmierci tworzyli udany związek. Mieli córkę Tarę.
Chociaż na ekranie grywał na ogół brutali, prywatnie został zapamiętany jako szalenie sympatyczny i miły człowiek.

## Nagrody
Poza stricte niszową Nagrodą Złotego Buta, przyznawaną aktorom i twórcom, którzy przyczynili się do rozwoju lub utrwalenia westernu jako gatunku filmowego, którą został uhonorowany w 1997 roku, nigdy nie otrzymał żadnej liczącej się w świecie filmu nagrody lub przynajmniej nominacji.